# Kloster Rila
Das Kloster des heiligen Iwan von Rila (bulgarisch Манастир „Свети Иван Рилски“), kurz Rila-Kloster (Рилски манастир) ist ein orthodoxes Kloster im Rila-Gebirge im südwestlichen Bulgarien. Es wurde im 10. Jahrhundert gegründet und ist das bedeutendste und größte Kloster Bulgariens. Es gehört zum UNESCO-Welterbe. Die Anlage ist eines der 100 nationalen touristischen Objekte.
Das Rila-Kloster war seit dem 18. Jahrhundert bis zur Befreiung Bulgariens von der osmanisch-türkischen Herrschaft (1878) die einzige funktionierende gesamtbulgarische Institution und galt zusammen mit den Klöstern Zografou und Chilandar auf dem Athos als eines der Zentren der Aufklärung Bulgariens.
Nach dem Vorbild des Rila-Klosters wurden die Narthices anderer bulgarischer Klöster ausgemalt. Führend auf diesem Gebiet war die Samokower Malschule, die mit Sachari Sograf (1810–1852) und Dimitar Sograf (1796–1860) ihre bekanntesten Vertreter hatte.

## Lage

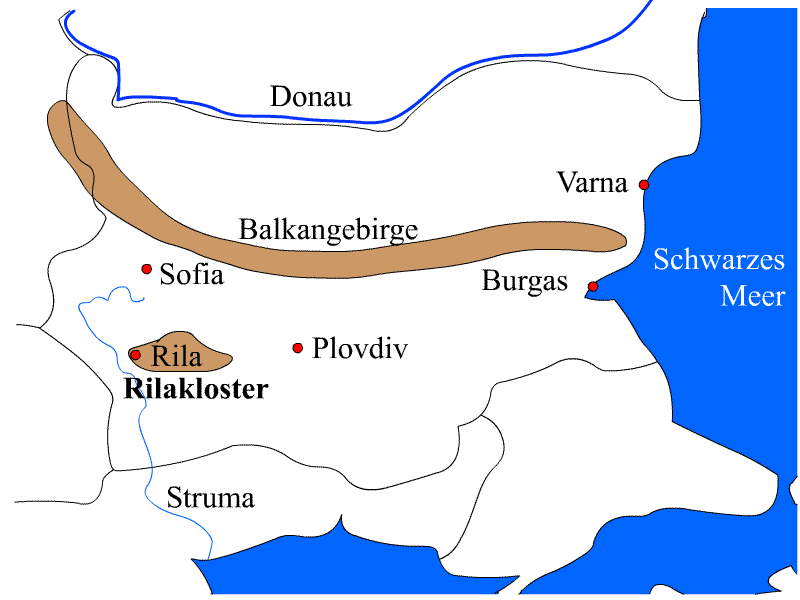
Bulgarien – Rilagebirge – Rila-Kloster

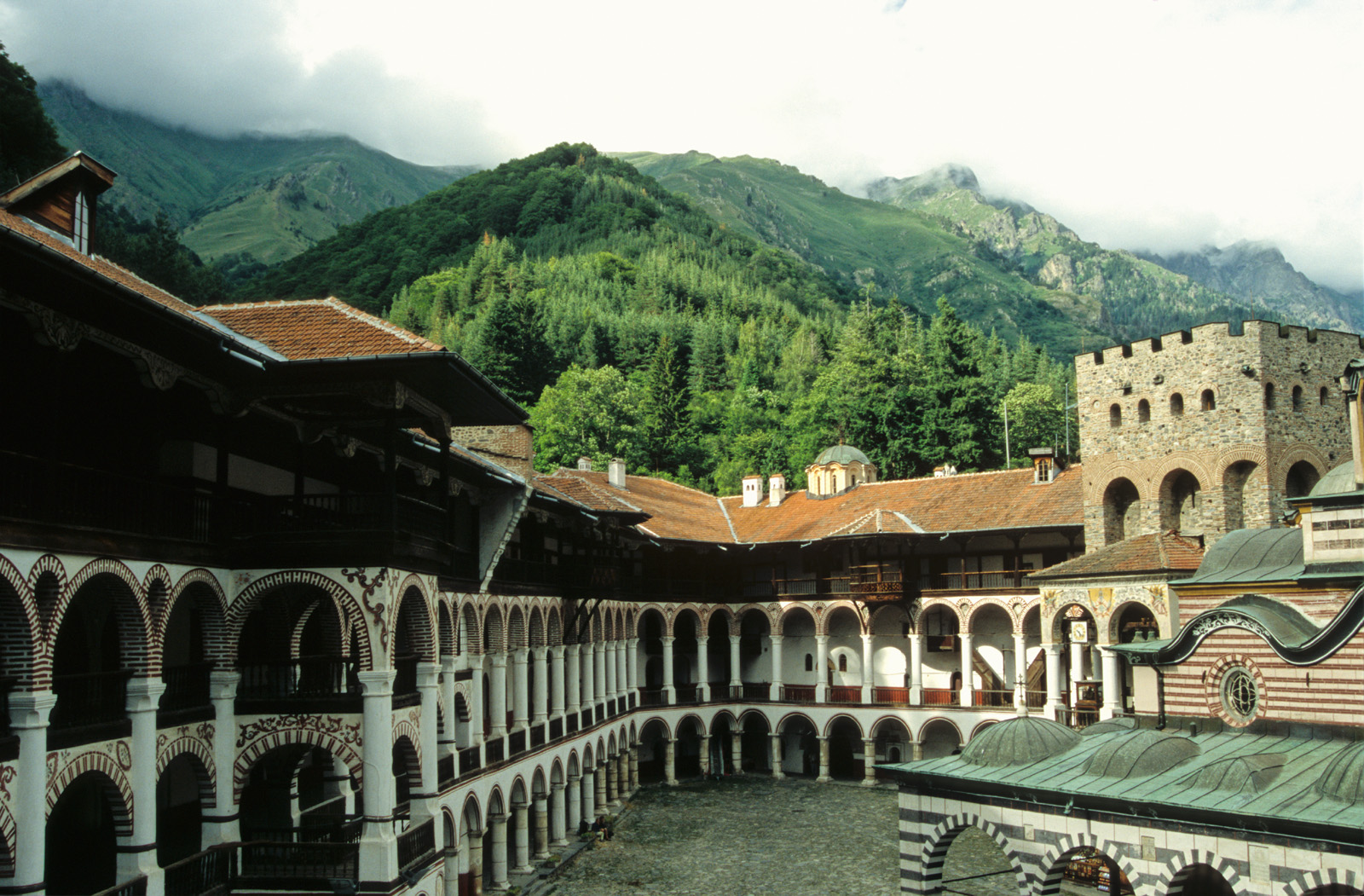
Innenhof mit Chreljo-Turm

Das Kloster des Heiligen Iwan Rilski befindet sich etwa 120 km südlich von Sofia im westlichen Teil des Rila-Gebirges und liegt in einem Gebirgstal auf ca. 1147 m Seehöhe am Westufer der Mündung des kleinen Baches Drusljawiza in den größeren Rila, so dass sich das Kloster zwischen den beiden Flüssen befindet. Die Nordseite des Tals erhebt sich mit steilen Hängen zum 2729 m hohen Berggipfel Maljowiza. Auf dessen Nordseite, je nach Route 6–8 Stunden entfernt, liegt die Berghütte Maljowiza. Weitere Wanderwege führen unter anderem vom Kloster zu den „Sieben Seen“ und der Berghütte „Fischsee“ (ca. drei Stunden).
In der Umgebung liegen fünf zum Rila-Kloster gehörende Kleinklöster und Metochien: Metochion Orliza, Metochion Pcelino, das Grab des heiligen Iwan von Rila, die Einsiedelei „Hl. Lukas“ aus dem 14. Jahrhundert und die Friedhofskirche. Sie alle wurden in der Zeit vom 17. zum 19. Jahrhundert neu errichtet.
Das Kloster ist durch seine geographische Lage begünstigt. Etwa 20 km westlich verläuft die Straße Sofia-Thessaloniki; und etwa 30 km nordöstlich die Straße von Istanbul über Plovdiv nach Sofia (→Via Diagonalis). Beide Straßen existierten bereits in der Antike und wurden auch in der Zeit der Türkenherrschaft benutzt. Im 18. und 19. Jahrhundert hatten sie eine besondere Bedeutung für die Reisenden im osmanischen Reich: sie boten den Reisenden aus Budapest und Wien sowie den Pilgern von den Moldauklöstern und aus Russland den kürzesten Weg nach Süden – Thessaloniki und Athos. Im Interesse der Kaufleute aus Westbulgarien verlegte man die Straße Ende des 18. Jahrhunderts durch die Städte Dupniza und Samokow. So führte sie näher am Kloster vorbei, und nach dieser Verlegung wurde eine Straße zwischen dem Rila-Kloster und der Handelsstraße gebaut, die heute noch zu sehen ist.

## Geschichte

### Anfänge im Mittelalter
Das Kloster wurde spätestens im ersten Drittel des 10. Jahrhunderts gegründet. Den Viten und örtlichen Überlieferungen zufolge wohnten der Heilige Iwan Rilski sowie seine ersten Nachfolger in Fels- oder Baumstammhöhlen an verschiedene Stellen am Oberlauf des Struma-Flusses im Witoscha-Gebirge und im Rila-Gebirge, wo sich heute die „alte Einsiedelei“ befindet. Nachdem er durch „Wunderheilungen und Austreibungen von bösen Geistern“ bekannt geworden war, fand er viele Jünger, mit denen er zwischen 927 und 941 das erste Rila-Kloster gründete.
946 starb Iwan Rilski und wurde vermutlich bei der „alten Einsiedelei“ begraben. Funde bezeugen, dass hier die ersten steinernen Gebäude und die erste Kirche entstanden. Bei der Kirche kann es sich infolge der beschränkten Mittel und der isolierten Lage nur um einen einschiffigen Bau, ähnlich der Kirche des Batschkowo-Klosters aus dem 11. Jahrhundert, gehandelt haben. Aus dieser Gründungszeit stammen noch das Beinhaus und die Kapelle des Heiligen Lukas.

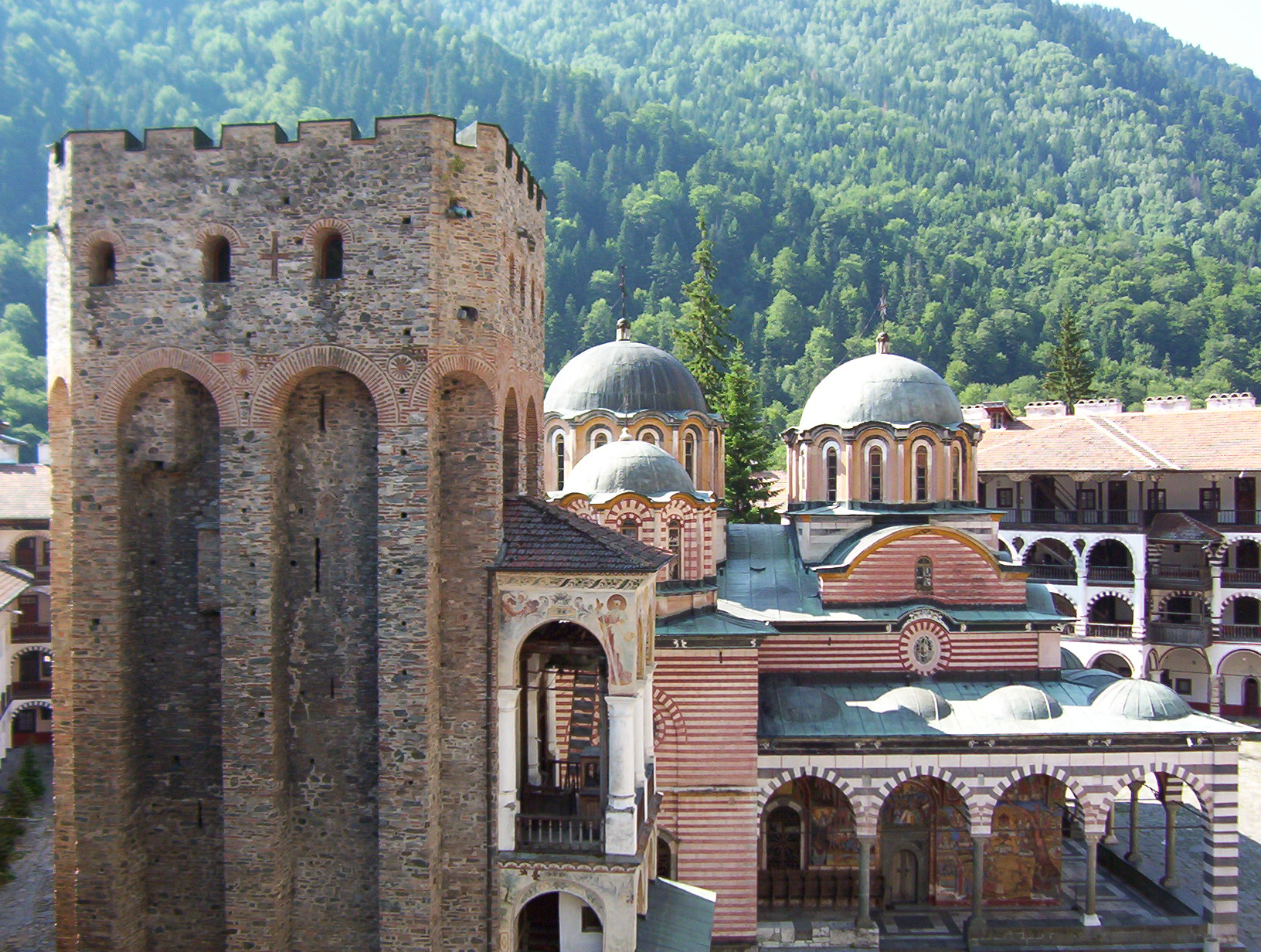
Chreljo-Turm aus dem 13. Jahrhundert

Bereits im Mittelalter wurde das Kloster von Pilgern reich beschenkt und entwickelte sich zu einem Zentrum des geistigen und kulturellen Lebens in Bulgarien. 1334/35 ließ der Protosebastos Stefan Chrelja Dragowol (genannt Chreljo) eine Mauer, einen Wehrturm (bulgarisch kula) und eine Kleinkirche im Klosterhof bauen. Über das Aussehen dieser Kleinkirche ist nichts bekannt. Sie befand sich unmittelbar an dem Chreljo-Turm und wurde „Gottesmutter Ossenowiza“ genannt.
Vom bulgarischen Zaren Iwan Schischman erhielt das Kloster im Jahr 1378 weitreichende Privilegien. Zahlreiche Schriftsteller, Künstler und Baumeister hinterließen Manuskripte, kirchliche und Profanbauten, Wandmalereien, Holzschnitzereien, liturgische Gefäße und Ikonen.
Mit Sicherheit wurde das Kloster bei der Eroberung Bulgariens von den osmanischen Türken 1393–1396 nicht zerstört, was mit der Zugehörigkeit der Region zum Despotat Welbaschd zusammenhängen könnte. Wahrscheinlich wurde die Region osmanisch, als der Herrscher des Despotats, Konstantin Dragaš, nach der Schlacht an der Mariza 1371 Vasall des Osmanischen Reiches geworden war. Nach einigen Quellen existierte das Despotat innerhalb des osmanischen Reiches weiter. So ist der Despot von Welbaschd Jusuf bekannt, der nach der Schlacht bei Ankara um 1402, als die Osmanen eine schwere Niederlage erlitten, rebellierte und anschließend das Despotat in seinen alten Grenzen wiederherstellte. Um 1427/28, spätestens im Herbst 1431 wurde jedoch das Fürstentum erneut osmanisch. Die Osmanen zerstörten seine Festungen und errichteten in dessen Grenzen den Sandschak Kjustendil, einen der größten in der osmanischen Provinz Rumelien.
Belegt ist nur, dass mit der Eroberung Bulgariens durch die Osmanen das Kloster im 14. und 15. Jahrhundert an Einfluss verlor und es im zweiten und im dritten Viertel des 15. Jahrhunderts geplündert und großteils zerstört wurde. Dabei blieben nur die Kirche und der Chreljo-Turm erhalten. Gegen Ende des 15. Jahrhunderts wurde das Kloster wieder aufgebaut. Wahrscheinlich unter der Schirmherrschaft von Mara Branković wurden die Reliquien von Iwan Rilski aus der mittelalterlichen bulgarischen Hauptstadt Weliko Tarnowo feierlich zurück in das Kloster Rila gebracht. Die Prozession ist in dem Werk Rila-Legende (bulgarisch Легендата за Рила и Пирин) von Wladislaw Gramatik detailliert wiedergegeben. Auch unter osmanischer Herrschaft genoss das Kloster Privilegien ähnlich wie in vor-osmanischer Zeit. Allerdings verhinderte auch der Schutzbrief des Sultans in Konstantinopel (heute Istanbul, bulg.: Цариград/Zarigrad) Übergriffe nicht vollständig. 1466 wurde zwischen dem Kloster Rila und dem Kloster Heiliger Panteleimon in der Mönchsrepublik Athos ein Vertrag über eine Partnerschaft geschlossen.

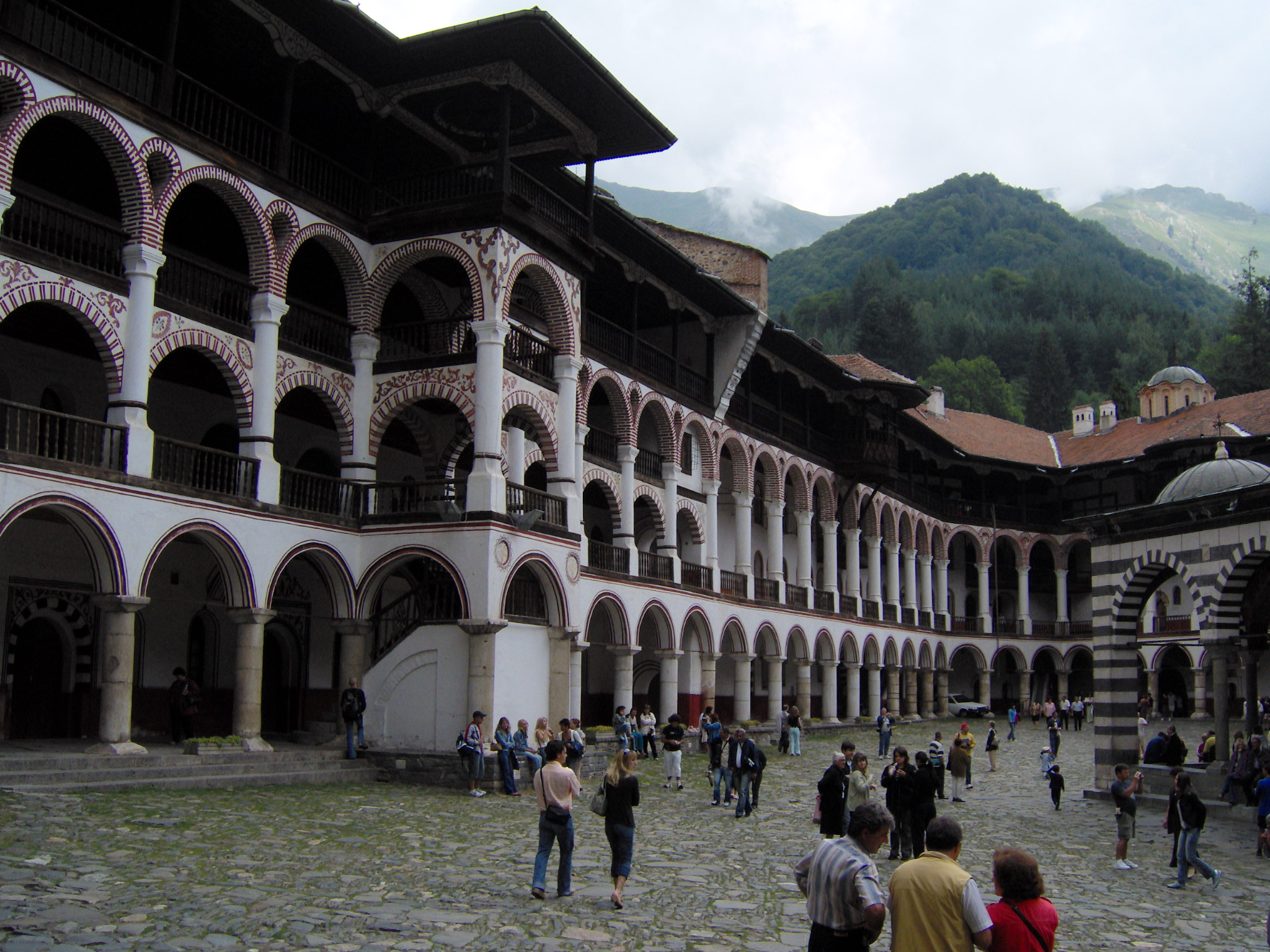
Innenhof des Klosters

Auch Beziehungen zur Orthodoxen Kirche in Moskowien wurden geknüpft. Im Jahr 1558 wanderten viele Mönche des Klosters nach Moskowien aus. Im 16. und 17. Jahrhundert erweiterten sich die Beziehungen zu den orthodoxen Kirchen der Nachbarländer Serbien, Rumänien und Griechenland.
Die Klosterkirche bekam Ende des 18. Jahrhunderts ein neues Aussehen: 1777 wurde der Ostraum in eine Altarnische und der Mittelraum in einen Naos umgebaut, 1784 wurde sie um einen Narthex und zwei Seitenkapellen erweitert. Diese wurden bis 1794 mit Wandikonen ausgeschmückt. Aus der Beschreibung des Klosters von Neofit Rilski lassen sich jedoch keine Schlüsse auf das Bildprogramm der alten Kirche ziehen. Wegen der Vergrößerung der Klosterkirche befahl 1792 der Wali (Gouverneur) von Sofia den Freischärlern von Dupniza die Mönche des Rila-Kloster ständig zu kontrollieren.
Die Errichtung der ersten Wohngebäude begann 1816.

### Neubau ab 1834
Im Winter 1832/33 zerstörte ein Großbrand die Klosteranlagen bis auf den Chreljo-Turm und die Kapelle. In der Epoche der bulgarischen Aufklärung wurde der Wiederaufbau zu einem Vorhaben von nationaler Bedeutung. Mit Spenden der Bevölkerung wurden die Gebäude wiederhergestellt, erweitert und erneuert. Kurz nach dem Brand erklärten sich zuerst die reichen Kaufleute Stojan und Walko Tschalakowi aus Kopriwtschiza bereit, den Anfang des Neubaus mitzufinanzieren. Im März 1833 begann der ökumenische Patriarch in Konstantinopel, Konstantin I. mit einer Sammelaktion für das Kloster. Im Juli des gleichen Jahres wurde ein Bauantrag gestellt. Die örtlichen türkischen Behörden empfahlen und der Sultan genehmigte durch ein Ferman (Dekret) nur Reparaturen und Anbauten in den alten Abmessungen.

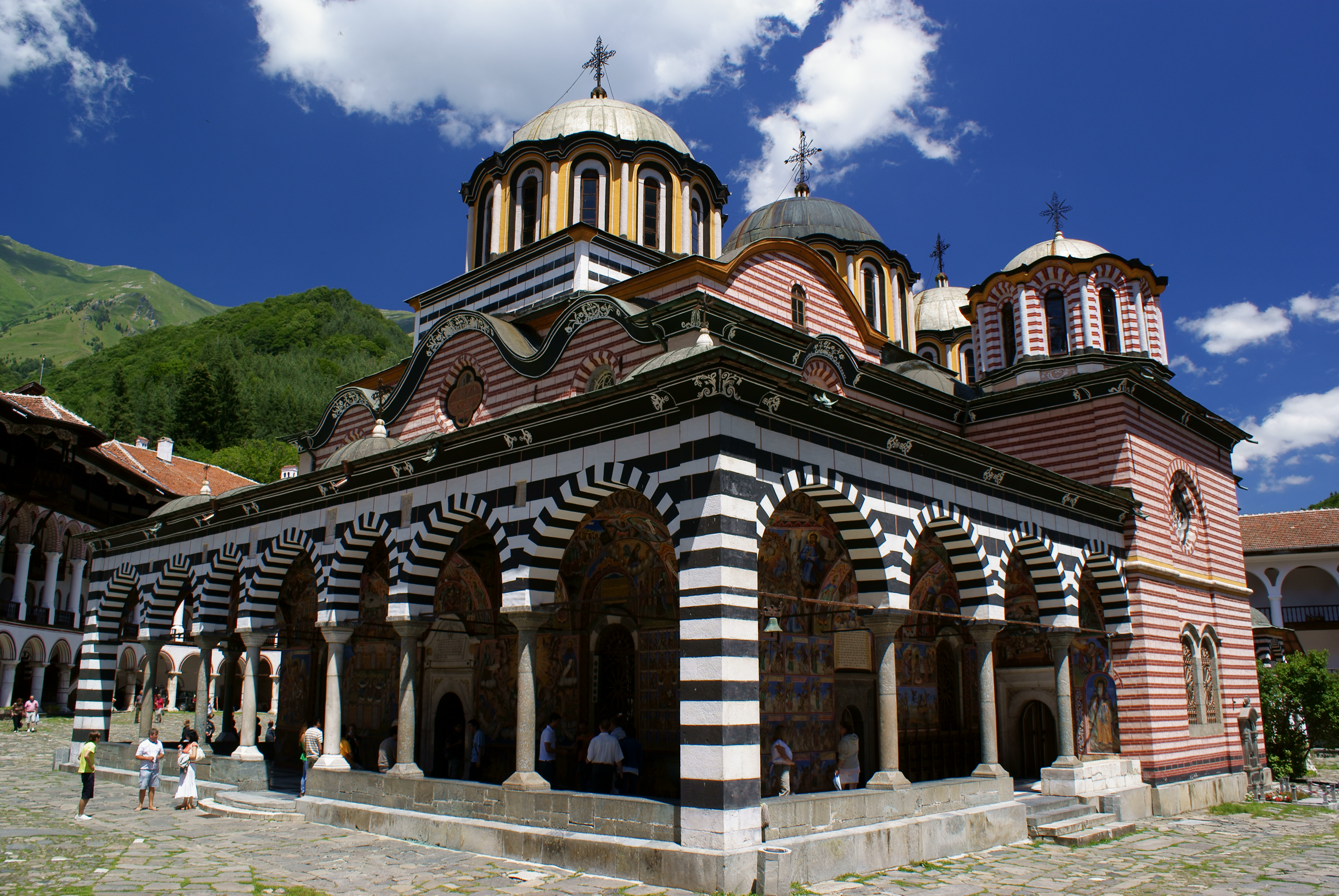
Klosterkirche Sweta Bogorodiza

Noch vor den Wiederaufbau 1834 entschieden sich die Mönche die Kapelle ganz abzutragen und sie durch eine größere zu ersetzen. Unter der Leitung von Igumen (Abt) Jossif wurde der Klosterkomplex schließlich in seiner heutigen Form aufgebaut. Die neue Klosterkirche Sweta Bogorodiza besteht aus zwei Teilen, dem dreischiffigen Naos und dem Narthex, die gleichzeitig errichtet wurden. Beim Neubau lassen sich zwei Perioden unterscheiden: Die erste von 1834 bis 1837, als der Kirchenbau geschaffen wurde; und die zweite, von 1838 bis 1860, als das Interieur fertiggestellt wurde. Der Wiederaufbau wurde dem Baumeister Alexi anvertraut, der bereits die Umbauten in den 1770ern geleitet hatte. Architekt der neuen Klosterkirche Sweta Bogorodiza wurde Pavel Iwanowitsch aus Krimin, ein damals sehr bekannter Baumeister.
Laut Klosterkodex begann der Neubau der Kirche am 1. Mai 1834, wurde am 26. Oktober 1837 vollendet und im Juli 1838 geweiht. Der Narthex wurde 1835 fertiggestellt. Die Arbeiten am Innenraum der Kirche begannen 1838 und endeten 1860. In diesem Zeitraum wurde der Boden mit Marmor belegt, die Fresken wurden gemalt und die Arbeiten der Eindeckung der Kuppel wurden begonnen, wegen knapper Mittel ursprünglich mit Blei. Diese Bleieindeckung wurde ab 1870 durch Kupfer ersetzt.
Der Neubau in der Epoche der bulgarischen Aufklärung im späten 18. und vor allem im 19. Jahrhundert gab dem Rila-Kloster neue Impulse. Es wurde wieder zum Ziel Tausender Pilger, von Stiftern, Baumeistern und Künstlern. Im Kampf für ein unabhängiges Bulgarien diente das Kloster vielen Freiheitskämpfern als Zufluchtsort, darunter Wasil Lewski, Iljo Wojwoda, Goze Deltschew, Jane Sandanski und anderen.

### Administrative Hierarchie
Ursprünglich war das Kloster den Bischöfen der Umgebung unterstellt, wahrscheinlich zuerst dem Bischof von Serdika. Jordan Iwanow ist der Meinung, dass das Kloster zur Zeit des ersten und zweiten Bulgarischen Reiches (679–1018, bzw. 1184–1393) selbständig stauropegial war und somit zur Jurisdiktion der bulgarischen Patriarchen gehörte. Während der byzantinischen Herrschaft wurde (1018–1184) das Kloster dem Erzbistum Ohrid unterstellt.
Man nimmt an, dass das Kloster nicht direkt nach der Eroberung des zweiten bulgarischen Reiches und der damit verbundenen Auflösung der bulgarischen Kirche 1393 dem serbischen Patriarchat von Peć unterstellt wurde. So ist aus dem Jahre 1466 der oben erwähnte Vertrag des Abtes des Rila-Klosters, David, mit dem russischen Panteleimon-Kloster auf Athos bekannt. Im Vertrag legten die beiden Klöster ihre Einheit, aber getrennte Verwaltungen fest.
Nach der Abschaffung des Patriarchats von Peć 1766 wurde das Kloster dem ökumenischen Patriarchen von Konstantinopel stauropegial (unmittelbar) unterstellt. Seit der Erlangung der Selbständigkeit der bulgarisch-orthodoxen Kirche 1870 wurde das Kloster zunächst den bulgarischen Exarchen und später den Patriarchen (heute Maxim) stauropegial unterstellt.

## Fresken

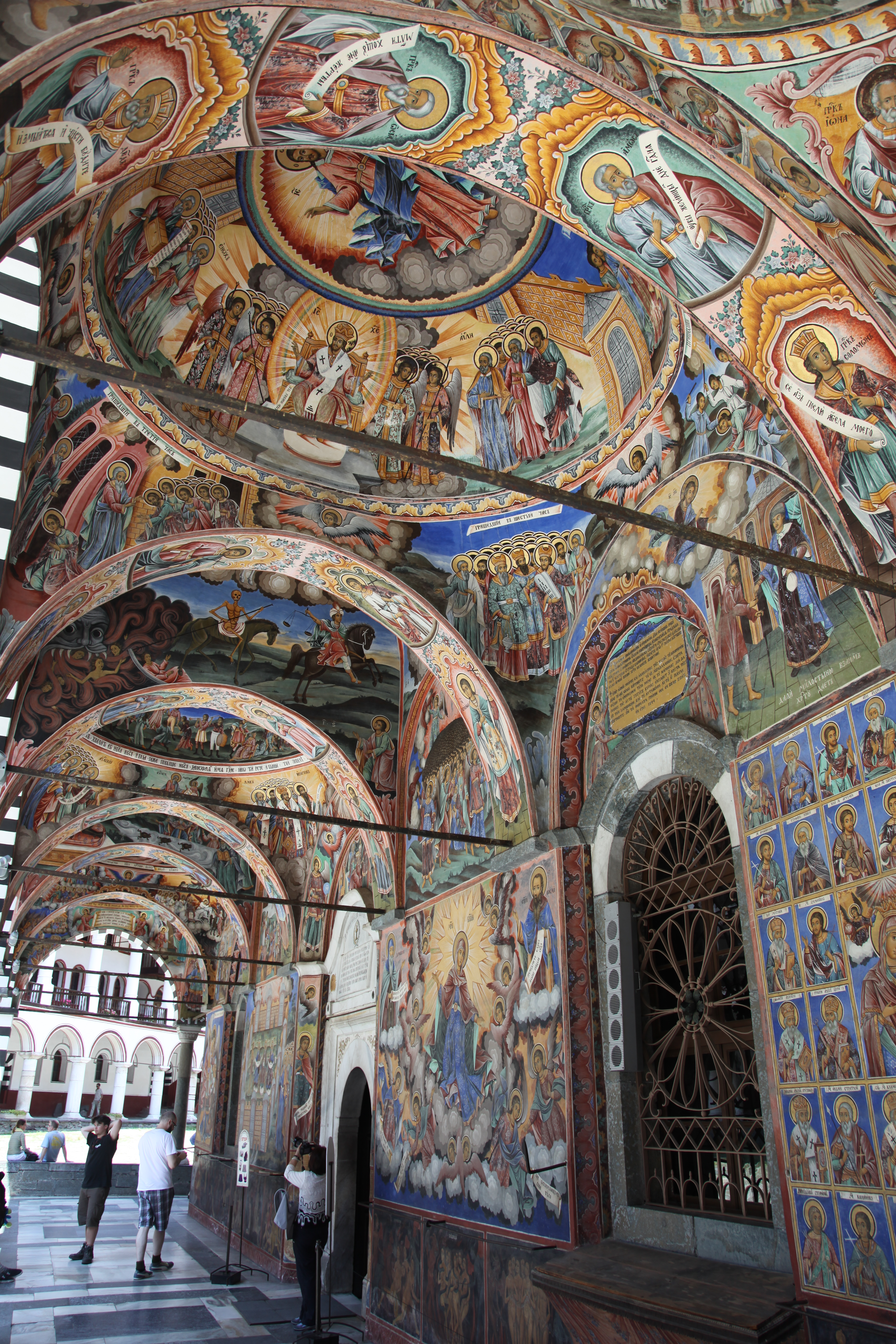
Narthex mit Fresken

Die Klosterkirche zu Rila besitzt heute die umfangreiche malerische Ausstattung des 19. Jahrhunderts. Die Wandmalerei im Narthex des Rila Klosters ist aber nicht die älteste aus der Zeit der bulgarischen Wiedergeburt. Das Kompositionsschema scheint jedoch eine Symbiose aus fast allen ikonographischen Möglichkeiten zu sein und wird als Abbild der damaligen bulgarischen Kunst sehr geschätzt.

## Die Klostergebäude und wertvolles Inventar

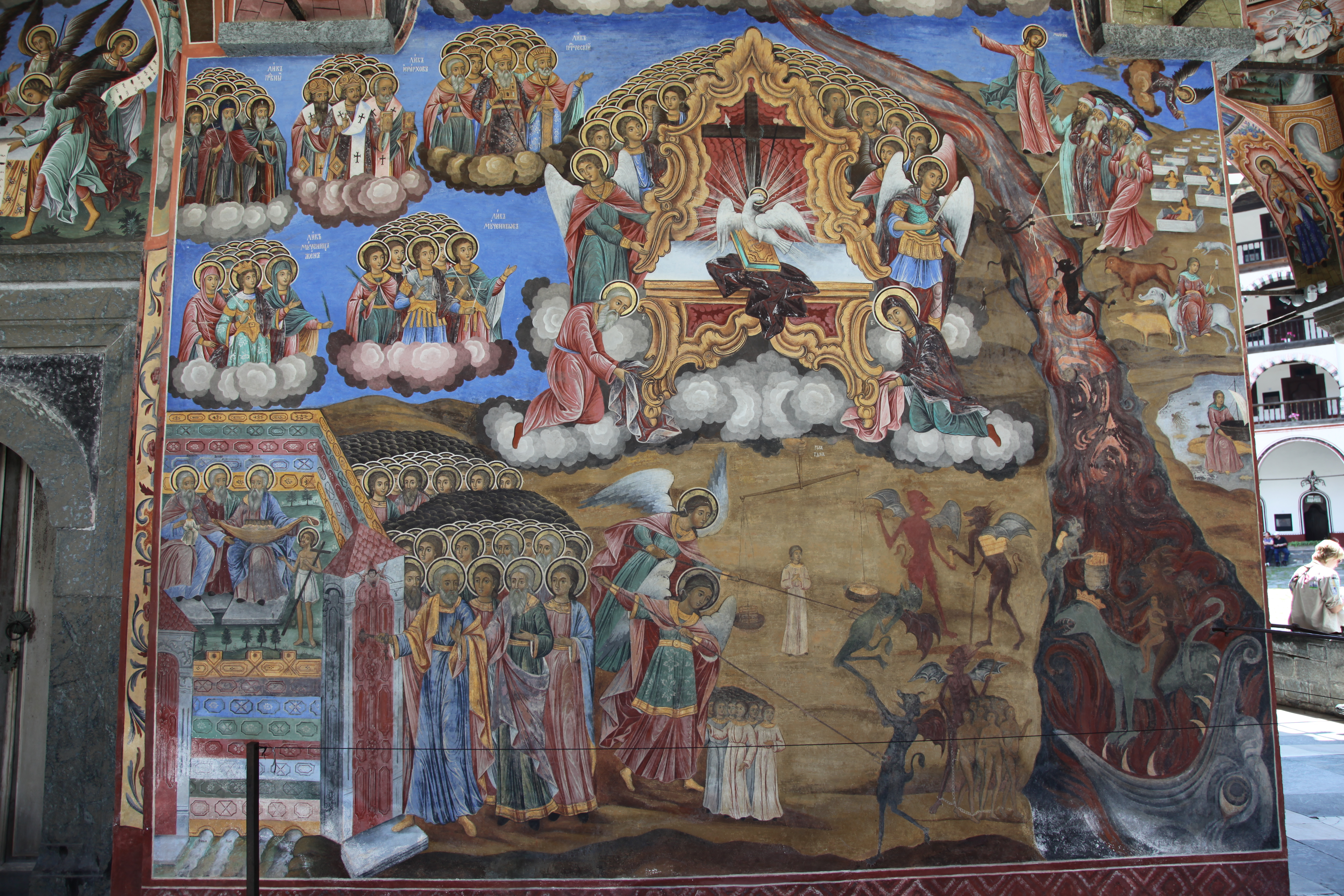
Darstellung des Jüngsten Gerichts im Narthex der Sweta-Bogorodiza-Kirche

Die Hauptkirche ist ein Bauwerk mit fünf Halbrundkuppeln über den Apsiden und zwei seitlichen Kapellen. Der Innenraum ist mit Fresken religiöser Szenen und einer monumentalen Ikonostase geschmückt. Die zahlreichen Ikonen wurden von den bedeutendsten bulgarischen Malern der damaligen Zeit ausgeführt, unter anderem Sachari Sograf.
Von der ehemaligen Chreljo-Kirche steht heute nur noch der gleichnamige Verteidigungsturm aus dem Jahr 1334, der ein Beispiel der Architektur des Zweiten Bulgarenreichs, der Schule von Tarnowo, ist. An diesen Turm wurde im Jahr 1844 ein kleiner Glockenturm angebaut.
Die Gebäude auf dem Klosterareal beherbergen rund dreihundert ausgeschmückte Räume. Sie bieten eine ungeheure Vielfalt an architektonischen Details, aber vor allem an Wand- und Deckenmalereien, die sich am Volkstümlichen orientieren. Die Bilder sind Darstellungen von Alltagsszenen, aus dem Evangelium oder Stifterbildnisse.
Im Ostflügel des Klosters wurde im 20. Jahrhundert ein Museum eingerichtet. Hier wird die Tür des Chreljo-Turms aufbewahrt, die Sammlungen umfassen ferner alte Waffen der Klosterwachtposten, Urkunden bulgarischer Zaren, Schmuck, alte Münzen und Kirchengegenstände. Ein Raum enthält Ikonen, die dem Kloster aus aller Welt zum Geschenk gemacht wurden. Zu den Museumsschätzen gehören außerdem bedeutende Holzschnitzarbeiten wie Raffails Kreuz. Auf dem 81 cm × 43 cm großen Holzkreuz sind 104 religiöse Szenen und 650 Kleinfiguren dargestellt. Einer bulgarischen Sage nach ist der schnitzende Mönch über die Jahre bei dieser Arbeit erblindet. Seit 2011 wurden im Nordflügel eine Reihe Gewölbe im Erdgeschoss zugänglich gemacht, die die einstige Klosterküche und den Backofen beherbergten und mit einer Ausstellung von klösterlichen und ländlichen Gebrauchsgegenständen ausgestattet wurden, darunter eine handbetriebene Feuerspritze.